# Рикорд, Пётр Иванович
Пётр Иванович Рикорд (29 января [9 февраля] 1776, Торопец Псковской губернии (ныне Тверской области) — 16 (28) февраля 1855, Санкт-Петербург) — российский адмирал, путешественник, учёный, дипломат, писатель, кораблестроитель, государственный и общественный деятель.

## Биография
Родился 29 января 1776 года в городе Торопце Псковской губернии (ныне Тверской области) в семье премьер-майора Ингерманландского полка Иогана Игнатьевича Рикорда и его жены Марии, урождённой Метцель, из Данцига. Иоган (Жан-Батист) Игнатьевич Рикорд, уроженец города Ниццы, подданный Сардинского королевства, был в австрийской службе, затем служил подполковником в польской королевской службе, а в 1772 году принят секунд-майором в русскую службу. Всю свою жизнь он провёл в походах, и там, где не было близко католического священника, он крестил своих детей по обряду православной церкви; таким образом и Пётр Рикорд был крещён по православному обряду.
В 1787 году, по просьбе отца, в то время армии премьер-майора, Пётр Иванович был определён в Морской кадетский корпус в Кронштадте; в 1792 году произведён в гардемарины и в этом звании сделал две кампании: одну до Гогланда, а другую до Копенгагена.
24 апреля 1794 года Рикорд выпущен по экзамену мичманом и в 1795 году назначен на эскадру, отправленную в Северное море, под начальством вице-адмирала Ханыкова, на помощь Великобритании в Войне первой коалиции против революционной Франции. Эскадра эта простояла почти без дела четыре года. Пользуясь этим, Рикорд с разрешения начальства, с некоторыми своими товарищами, проживал в Лондоне, где они обыкновенно нанимали скромную квартиру, брали уроки французского и английского языков и совершенствовались в морских науках.
В августе 1797 года Рикорд вернулся в Ревель, в следующем году, с июня по август, находился на Кронштадтской брандвахте, в 1798—1800 годах снова плавал в Англию и Голландию. Отличился при высадке десанта у города Гельдер (Голландия), за что 24 сентября 1799 награждён орденом Св. Анны 3-й степени на шпагу. 14 марта 1800 года произведён в лейтенанты.
По возвращении в Петербург в августе 1800 года, Рикорд поступил на службу в Морской корпус, но уже в 1802 году, в числе двенадцати избранных офицеров, был послан на службу в английский флот волонтером, для усовершенствования в морском деле на практике; 19 февраля 1803 года он был назначен на английский фрегат «Amazon», стоявший на Портсмутском рейде, откуда отплыл в Гибралтар. Находясь в свите герцога Кентского, Рикорд посетил берега Африки, осмотрел крепость Сеуту, плавал затем в Лиссабон, крейсировал у Кадиса и участвовал в захвате нескольких испанских судов англичанами. Затем он посетил Мальту, Мадейру, Ямайку, откуда, возвратясь в Портсмут, отправился, осенью 1805 года, в Россию и прибыл в Ревель 9 ноября.
В 1806 году, при вторичном отправлении Американской Компанией шлюпа «Нева» под командой лейтенанта Гагемейстера в кругосветное плавание, правительством вместе с ним велено было отправить военное судно, которое могло бы на пути служить первому обороной, — главным же образом для открытия и описания северной части Тихого океана, а также для транспортировки разных морских снарядов для Охотского порта и для Камчатки. Командиром этого судна был назначен лейтенант Василий Головнин, а в помощники ему, по выбору самого Головнина, — его друг, П. И. Рикорд. 25 июля 1807 года предназначенный для этой экспедиции шлюп «Диана» вышел из Кронштадта и 5 сентября прибыл в Англию.
Так как в это время разрыв России с Англией уже не подлежал сомнению, то Головнин исходатайствовал у британского правительства паспорт на свободное плавание «Дианы» с учёными целями. Несмотря на это, русские моряки, отнесённые от берегов Южной Америки, которую они пытались обогнуть у мыса Горн, жестокими штормами и встречными ветрами к мысу Доброй Надежды, по прибытии туда были задержаны англичанами, и только после почти тринадцатимесячной невольной стоянки им удалось, воспользовавшись крепким ветром и тёмной ночью, ускользнуть от окружавших их английских судов. 25 сентября 1809 года шлюп, наконец прибыл в Петропавловскую гавань.
Следующие две зимы П. И. Рикорд провёл на Камчатке, откуда в мае 1810 года, вместе с Головниным, плавал на «Диане» в Ситку и Ново-Архангельск — для описи берегов и для снабжения хлебом колоний Российско-Американской Компании.
26 февраля 1810 года Рикорд был произведён в капитан-лейтенанты, а 29 июня того же года награждён орденом св. Владимира 4-й степени.

## Инцидент Головнина
Летом 1811 года Рикорд вместе с Головниным занимался описанием южных Курильских островов. При этом Головнин, отправившись 11 июля с небольшой свитой и без оружия на остров Кунашир по приглашению японцев был ими вероломно захвачен в плен, и Рикорду пришлось, как старшему офицеру, принять на себя командование шлюпом. Сделав несколько тщетных попыток освободить товарищей, он отправился в Охотск, а затем решился, не выжидая даже зимнего пути, отправиться в Петербург хлопотать об освобождении Головнина, но уже в Иркутске получил приказание возвратиться в Охотск. Взяв с собой японца Леонзайма, вывезенного насильно в Россию лейтенантом Хвостовым в ещё в 1804 году, Рикорд снова немедленно отправился в Охотск, откуда, получив разрешение, отплыл в Кунашир для разузнания о судьбе Головнина. При помощи Леонзайма, с шестью другими японцами, спасёнными немного ранее русскими с разбитого корабля, а затем одного из знатных японцев Такадая Кахея, Рикорд сумел войти в мирные сношения с жителями, предубеждёнными против русских и озлобленными жестокостями Хвостова и Давыдова, и путём мирных переговоров добился 7 октября 1813 года освобождения Головнина и других русских моряков из японского плена. В записках Головнина о пребывании его в плену и в записках Рикорда о троекратном плавании к японским берегам и переговорах с японцами подробно описываются все эти события. В награду за благоразумные поступки Рикорд был 4 июля 1814 года произведён, за отличие по службе, в капитаны 2-го ранга и получил пожизненный пенсион в 1500 рублей. В 1816 году Рикорд был награждён орденом св. Георгия 4-го класса за выслугу 18 шестимесячных морских кампаний.

## Управление Камчаткой
Около того же времени Рикорд женился на троюродной сестре своего друга Григория Яковлевича Коростовцева поэтессе Людмиле Ивановне Коростовцевой и вместе с ней снова вернулся на Камчатку, — на этот раз уже администратором, будучи назначен в 1817 году начальником этого края с производством в чин капитана 1 ранга. Рикорд занялся вверенным ему полуостровом с той энергией и добросовестностью, какими вообще отличалась вся его деятельность; своим честным отношением к делу, неутомимой заботой о благе подвластных ему жителей и особенно тем человеколюбием, которым были проникнуты все его распоряжения, он во многом улучшил положение несчастного края, который под его управлением отдохнул, наконец, от тиранства прежних начальников.
Первое время его управление было крайне тяжело. Опустошённый предшественником Рикорда (Петровским) край подвергся в это время новым бедствиям, не зависевшим уже от воли начальства: наводнения 1816 и 1817 годов, хронический неулов рыбы и зверя, повальные болезни, пропажа от недостатка рыбы собак и, ко всему этому, затруднительные пути сообщения требовали усиленных забот и тщательной бдительности от начальника, если он не хотел допустить вымереть от голода, нищеты и болезней впавшее в апатию население. Всё это заставило доброго Рикорда быть, по его собственному выражению, не столько «начальником края», сколько «директором Камчатских больниц и богаделен». Помощь голодавшим, устройство лечебниц и организация врачебной помощи населению составляли одну из главных его забот. Открытие школ, постройка церквей, выписка ремесленников для ремесленной школы, улучшение отношений с коряками и чукчами, контроль и урегулирование торговли, охрана береговых вод от грабительства и хищничества китобойных судов, пересмотр раскладки ясачного сбора и последовавшая в связи с этим перепись, заботы о сельском хозяйстве, распространение между туземцами полезных огородных овощей (в последнем отношении Рикорду много помогала его жена) — такова истинно гуманная деятельность Рикорда, как начальника края, снискавшая ему общую любовь и исключительное доверие жителей, нужды которых он хорошо изучил, ещё будучи старшим офицером шлюпа «Диана». За свои человеколюбивые действия в Камчатке Рикорд был награждён, в 1819 году, орденом св. Анны 2-й степени с алмазными знаками, а за пятилетнюю там службу — пенсионом в 1400 рублей в год.
За 5 лет, проведённых им в качестве начальника Камчатской области, П. И. Рикорд сделал очень много для изучения края и превращении его из отсталого и убыточного региона с вымирающим населением в форпост Российской империи на Тихом океане, а города Петропавловска-Камчатского из маленькой рыбацкой деревни в морской порт, столицу Камчатской области. Составленный им план развития Камчатки послужил основой для развития области на многие десятилетия и последующим правителям Камчатской области было Высочайше повелено «не уклоняться от плана Рикорда».
В 1818 году П. И. Рикорд за свои труды по изучению Камчатки и Курильских островов был избран членом-корреспондентом Петербургской Академии Наук по специальности «мореплавание, география».

## Капитан над Кронштадтским портом
По возвращении Рикорда из Камчатки он был назначен, в мае 1822 года, командиром 2-го флотского экипажа, а в марте 1825 года — капитаном над Кронштадтским портом и находился в этой должности до 1827 года; 1 января 1826 года он был произведён в капитан-командоры, а 6 декабря 1827 года — в контр-адмиралы.

## Блокада Дарданелл и Константинополя
В 1828 году Рикорд был назначен в эскадру адмирала Сенявина, от которого вскоре отделился, получив назначение начальника эскадры, посланной в Средиземное море, на помощь находившейся там, уже с 1827 года, нашей эскадры под начальством графа Гейдена. В этой кампании Рикорд приобрёл мировую известность благодаря считавшейся ранее неосуществимой зимней блокаде Дарданелл, выполненной им с замечательным тактом и весьма успешно, несмотря на присутствие неприятеля и на бурное зимнее время. Он наглухо заблокировал Дарданеллы и не выпустил в течение целого года турецкий флот в Средиземное море, дав возможность грекам завершить Народную войну за своё освобождение от турецкого ига. В награду за блокаду Дарданелл Рикорд получил орден Св. Анны 1-й степени. Блокировав подвоз продуктов к столице Турции Константинополю, способствовал скорейшему заключению Адрианопольского мира, по которому после многовекового турецкого ига получили независимость Греция, Молдавия, Валахия и Сербия.

## Командование отрядом российских военных судов в Греческих водах
По заключении Адрианопольского мира Рикорд с частью бывшей эскадры графа Гейдена был оставлен в Архипелаге, и ему пришлось принять немаловажное участие в деле восстановления независимости Греции и образования из неё современного самостоятельного государства, за что он 6 декабря 1831 года был всемилостивейше пожалован вице-адмиралом. Пребывание русской эскадры в водах Архипелага имело целью поддержать вновь учреждённое под покровительством трёх союзных держав (России, Англии и Франции) Греческое правительство президента графа И. Каподистрии, препятствовать набегам и грабежам пиратов и охранять торговлю русских купеческих судов в Средиземном море. Кроме того, русскому адмиралу конфиденциально предписывалось быть с графом Каподистрией в постоянных и дружественных сношениях и содействовать президенту Греции во всех случаях, когда будет нужно предохранить страну от грозящей ей опасности. Это обстоятельство дало возможность Каподистрии пользоваться услугами русской эскадры при усмирении оппозиционной правительству партии, так что Рикорду пришлось усмирять восстание идриотов в июле-августе 1831 года (тогда дело дошло даже до прямого сражения российского флота с мятежниками) и принять, таким образом, непосредственное участие в борьбе политических партий в современной ему Греции. Впрочем, Рикорд не был слепым орудием в руках президента, с которым он находился в очень дружественных отношениях, — по всему образу его действий в Греции видно, что он неизменно руководился своими принципами, которых он держался с присущей ему честностью и твердостью, хотя бы это и шло вразрез с мнениями и действиями начальников эскадр союзных держав. Так, он и после смерти графа Каподистрии продолжал поддерживать русскую партию, руководители которой при так называемом «семичленном правительстве» (сторонниках французской партии) готовы были в ноябре 1832 года провозгласить его временным президентом до прибытия короля Оттона; это было возможно, потому что ещё 4 марта 1832 г. Народное собрание выбрало Рикорда почетным гражданином государства Греции; но Рикорд отклонил от себя, по вполне понятным причинам, это предложение. С прибытием в Грецию короля Оттона, пребывание русской эскадры во всем её составе сделалось излишним, и в мае 1833 года Рикорд, получив повеление о возвращении командуемой им эскадры через Дарданеллы в Чёрное море, занялся отправкой и зафрахтованием вольнонаемных судов для перевозки казённого имущества в Чёрное море. В июне все русские военные суда, находившиеся в Архипелаге, за исключением двух, оставленных в Греции, прибыли в Севастополь.
31 августа того же года вице-адмирал Рикорд, за отличие во время командования отрядом в греческих водах, пожалован был кавалером ордена св. Владимира 2-й степени.

## Служба в Санкт-Петербурге
6 декабря 1833 года Рикорд был назначен начальником 1-й флотской дивизии и в этом звании ходил в 1835 году из Кронштадта в Данциг и обратно с десантом гвардейского отряда, назначенного в Калиш. После высадки десанта находился в крейсерстве между островами Борнгольмом и Готландом, потом после принятия десанта в Данциге, возвратился в Кронштадт и, наконец, на зимовку в Ревель. Кампания продолжалась с 25 июня по 8 октября. Флаг свой имел сначала на корабле «Император Пётр I», а потом на корабле «Фершампенуаз».

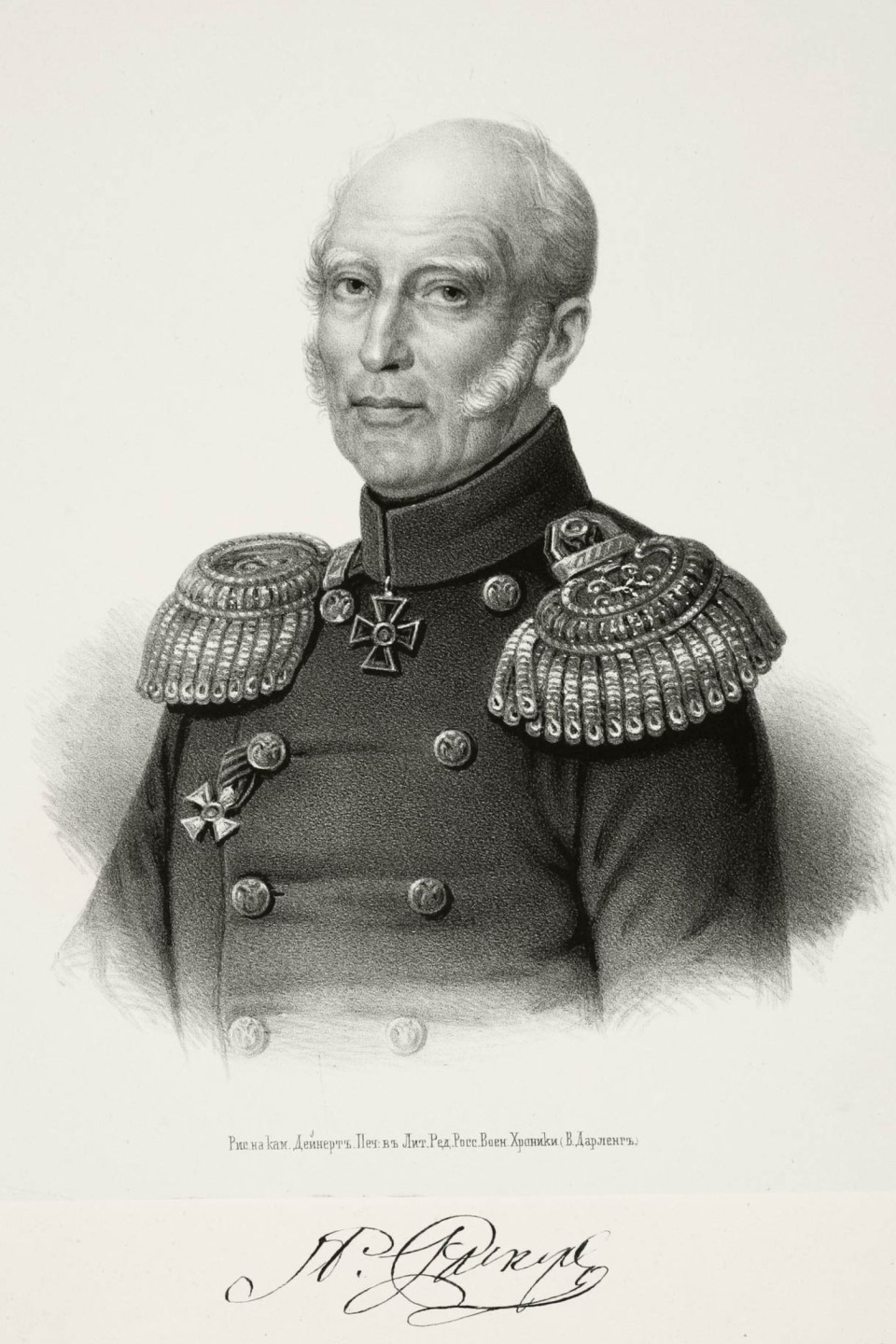
Рикорд Пётр Иванович, адмирал.

11 апреля 1836 года был назначен членом Адмиралтейств-совета, в тот же день пожалован орденом Белого Орла, а в 1841 году орденом св. Александра Невского. Оставаясь членом Адмиралтейств-совета, он был председателем Комитета по постройке пароходов для Балтийского и Каспийского флотов.
10 октября 1843 года П. И. Рикорд был произведён в адмиралы, 6 декабря 1850 года назначен председателем Морского Учёного Комитета, а в 1853 году получил бриллиантовые знаки ордена св. Александра Невского.
Вышесказанным не исчерпывается характеристика всей деятельности Рикорда: он, будучи истинным ценителем и любителем просвещения, состоял членом многих учёных и литературных обществ (Общества любителей словесности, наук и художеств, а также Вольного общества любителей российской словесности). Так, он был одним из тех просвещённых лиц, среди которых возникла мысль об основании в России Географического Общества, членом и вице-президентом которого впоследствии, когда мысль эта осуществилась, Рикорд и состоял. Большое участие принимал Рикорд также в делах Вольного Экономического Общества, в котором он с 1841 по 1846 годы состоял председателем 2-го отделения, а в 1844 году заступил на место вице-президента. Кроме того, он состоял членом Главного правления училищ, почетным членом Императорского Московского Университета, Государственного Адмиралтейского департамента, Московских Обществ: Сельского хозяйства и Общества естествоиспытателей, Лебедянского общества сельского хозяйства и Греческого археологического.
Упомянутые выше «Записки Рикорда о плавании к Японским берегам» выдержали три издания (1816, 1851, 1875) и были переведены на английский, французский, немецкий, шведский и японский языки.

## Оборона Кронштадта
В марте 1854 года адмирал Рикорд и вице-адмирал Литке по поручению Императора Николая I обсудили вместе с начальниками двух морских дивизий Балтийского флота концепцию обороны Кронштадта в начавшейся войне и на основании этого обсуждения составили записку о назначении флота в этой обороне.
В апреле 1854 года Рикорд был вновь призван на действительную и уже последнюю морскую службу: он получил начальство над первой и второй флотскими дивизиями Балтийского флота, соединёнными у Кронштадта против блокировавшего его англо-французского флота. Неся свой флаг на стопушечном корабле «Император Пётр I», организовал всестороннюю оборону Кронштадта, обеспечил надёжную защиту подходов к нему, впервые в мире создав минно-артиллерийскую позицию — новейшее слово в военно-морской теории того времени.
Будучи председателем Морского учёного комитета, адмирал Рикорд был заказчиком мин Якоби, хорошо знал устройство этих мин и эффективно организовал связи исполнителей и поставщиков при необходимости быстрого их производства в требуемом  количестве. Более 1500 морских мин или «адских машин», разработанных Борисом Якоби, были установлены российскими военно-морскими специалистами в Финском заливе во время Крымской войны.
Будучи председателем Пароходного комитета, адмирал Рикорд организовал испытания мин Якоби и принимал личное участие в этих испытаниях.
Будучи начальником над первой и второй флотскими дивизиями, адмирал Рикорд был автором и исполнителем плана обороны судового хода, оставшегося незаминированным.
В июле 1854 г. лорд адмиралтейства сэр Морис Беркли (Maurice Berkeley, 1st Baron FitzHardinge) доложил английскому правительству и парламенту, что командующие союзными эскадрами, английский вице-адмирал Чарльз Непир и французский вице-адмирал Парсеваль-Дашен (Alexandre Ferdinand Parseval-Deschênes), считают взятие Кронштадта делом немыслимым и что он сам, Беркли, держится того же убеждения. Именно подобные заявления и заставили Швецию остаться твердо на позиции нейтралитета.
Отпраздновав 24 апреля 1854 года шестидесятилетний юбилей своей службы (по этому поводу в день юбилея был удостоен звания генерала, состоящего при Особе Его Величества и права носить на эполетах вензелевое изображение имени его императорского величества), адмирал Пётр Иванович Рикорд 16 (28) февраля 1855 года скончался на восьмидесятом году жизни, о чём уже в февральском номере «Морского сборника» было помещено такое сообщение: «Февраля 16-го дня в 11 часов 25 минут по полуночи скончался к общей горести член Адмиралтейств-Совета, председатель Морского Учёного Комитета, состоящий при Особе Его Императорского Величества, Адмирал Пётр Иванович Рикорд, на шестьдесят первом году своего неутомимого доблестного служения четырём великим Монархам России» (с. 394). Отпевание прошло 21 февраля 1855 года (метрическая запись: ЦГИА СПб Ф. 19. Оп. 124. Д. 757. Л. 539 об. — 540).
Похоронен на Тихвинском кладбище Александро-Невской лавры. В настоящее время могила считается утраченной.

## Семья и потомки

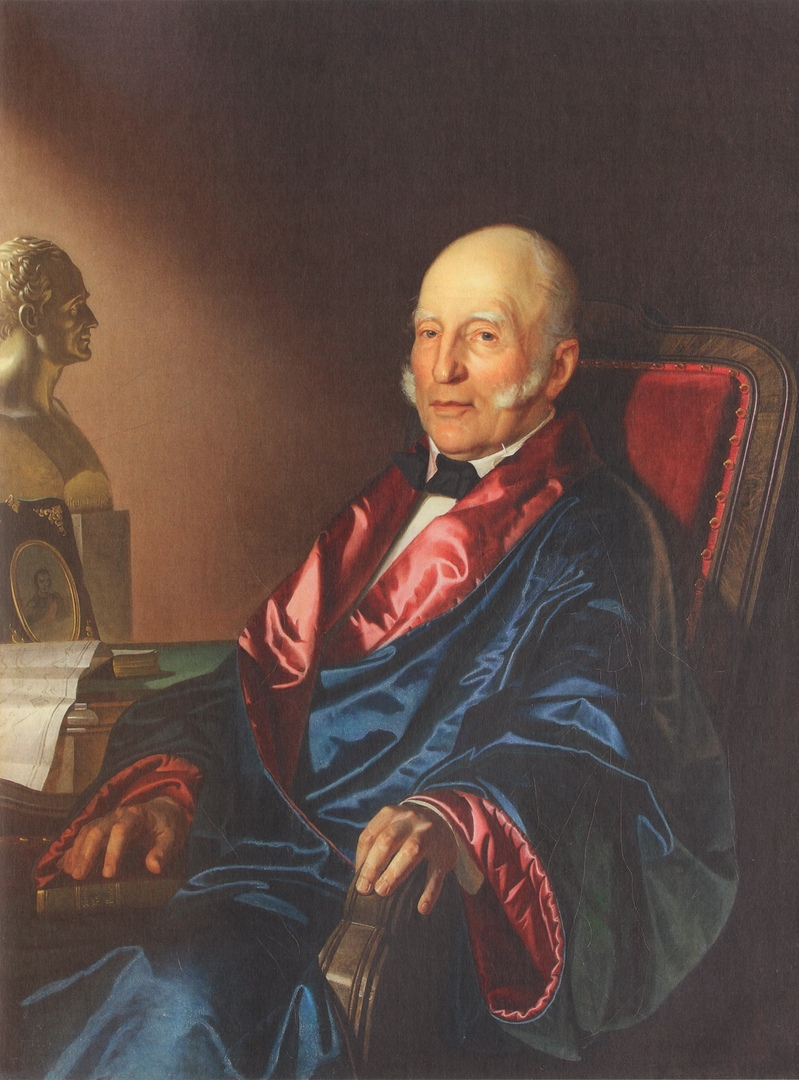
Портрет адмирала П.И. Рикорда работы неизвестного художника, XIX в.

П. И. Рикорд был женат на Людмиле Ивановне Коростовцевой, известной своей литературной и общественной деятельностью, которая сопровождала его на Камчатку, приезжала к нему в Грецию и оставила об этих путешествиях свои мемуары. Она пережила мужа на 28 лет и была похоронена в той же могиле на Тихвинском кладбище Александро-Невской лавры.
Сыновей у Рикорда не было, и фамилия Рикордов пресеклась в России. Его единственная дочь, Серафима, вышла замуж за генерал-майора Сергея Георгиевича Тихоцкого и родила двенадцать детей: четверых сыновей и восемь дочерей.  В настоящее время известны и документированы  следующие прямые потомки Петра Ивановича Рикорда: Тихоцкие в Санкт-Петербурге, Екатеринбурге и Боровичах; Красильниковы в Москве; Богомольцы в Киеве; Ерохины в Сочи; Макаровы в Екатеринбурге; Халины в Новосибирске; Васидловы в Ивано-Франковске; Кагадеевы в Сербии; Силаковы в Харькове; Фингеры в Германии .
П. И. Рикорд был воспитателем будущего русского художника-пейзажиста, академика Императорской Академии художеств Егора Егоровича Мейера (1823-1867).
По этому поводу Петр Иванович в 1835 году указывал: «Свидетельство. Воспитанник мой Георгий Мейер родился 14 марта 1822 г. от свободного состояния иностранного негоцианта Мейера и крещен в греческую веру в Новгороде, в Градской Дмитриевской церкви священником Алексеем Иванским. Вице-адмирал Рикорд».

## Память
Память о П. И. Рикорде увековечена в географических названиях:
- остров Рикорда (Японское море, залив Петра Великого)[19],
- мыс Рикорда (остров Итуруп)[19],
- река Рикорда (остров Кунашир, впадает в пролив Измены),
- пролив Рикорда (средняя часть Большой Курильской гряды, между группой островов Ушишир и островом Кетой)[19],
- подводный вулкан Рикорда (Тихий океан, Курильские острова)[19],
- мыс Рикорда (Чукотское море, полуостров Аляска, 68°08′ с.ш., 166° з.д.), позже, в 1826 году Ф. Бичи присвоил мысу название по фамилии чиновника Британского адмиралтейства Томпсона; в настоящее время русское название на карты не наносится[19].
- 22 августа 2006 года именем П. И. Рикорда была названа горная вершина на Камчатке, в горном хребте Ивулк, в 3-х км к востоку от горы Головнина.

В память о курильской эпопее выпущена заключительная медаль серии «300 лет Российскому флоту». На лицевой стороне медали — портреты адмиралов В. М. Головнина и П. И. Рикорда, на обороте изображён шлюп «Диана» на фоне Курил. Медаль выполнена петербургским художником-медальером Г. П. Постниковым и изготовлена на Санкт-Петербургском Монетном дворе из мельхиора.
В 2001 году к 225-летнему юбилею адмирала Рикорда на его родине, в городе Торопце был установлен памятник «Адмиралу Рикорду П.И. от земляков».
В 2011 году в городе Пскове на берегу реки Великой был открыт «Памятный комплекс псковичам – флотоводцам», на мраморных плитах которого золотыми буквами выбито имя адмирала П. И. Рикорда.

Поскольку  П. И. Рикорд родился в г. Торопец Псковской губернии, а сейчас г. Торопец входит в состав Тверской области, то и псковичи и тверичи с полным основанием считают его своим земляком.
В 2017 году в г. Орле открыта Международная "Аллея славы" выдающихся путешественников и исследователей новых земель и пространств разных эпох.
Адмирал Пётр Иванович Рикорд удостоен мемориальной звезды-компаса, одной из первых на этой аллее.
В 2018 году Национальной академией исследований и открытий «Русский путешественник» и Международным морским клубом «Мореплаватель» была учреждена «Медаль имени П. И. Рикорда за выдающийся вклад в развитие Дальнего Востока Российской Федерации».
Портрет Рикорда висит на внешней стене кабинета председателя Попечительского совета Русского географического общества В. В. Путина.

## Сочинения
- Записки флота капитана Рикорда о плавании его к Японским берегам в 1812 и 1813 годах и о сношениях с японцами. СПб., 1816 (2-е изд.: СПб., 1851, 3-е изд.: СПб., 1875).